# Quíone (hija de Bóreas)

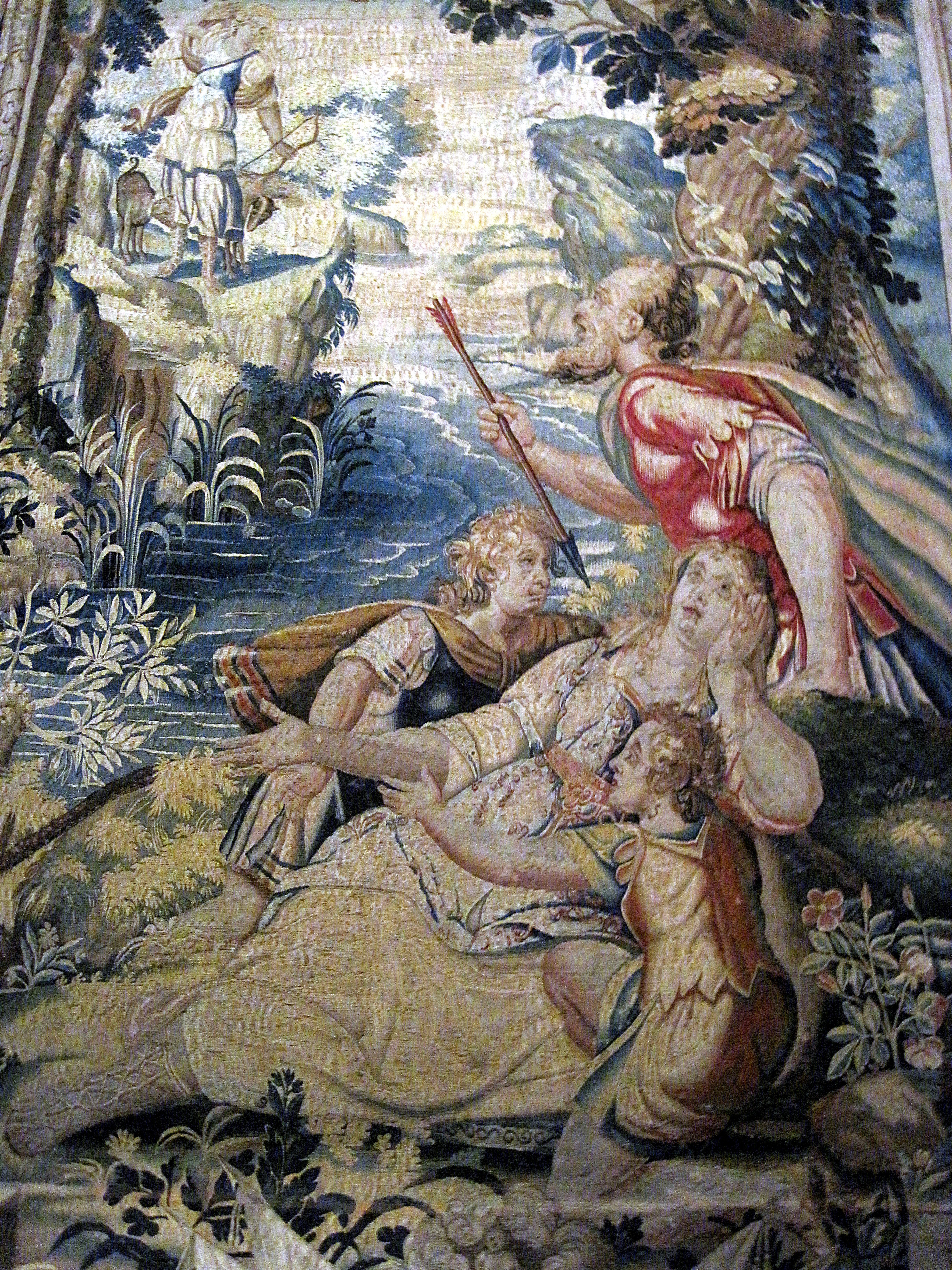
«Quíone, muerta por una flecha, sostenida por sus dos hijos» tapiz realizado hacia 1633 según los cartones de Toussaint Dubreuil

En la mitología griega, Quíone (en griego Χιόνη) cuyo nombre significa «nieve», era hija de Bóreas, el viento del norte, y de Oritía, hija de Erecteo. Era hermana, por lo tanto, de Cleopatra y de los dos Boréadas alados, Zetes y Calais. Quíone se unió a Poseidón, y cuando dio a luz a Eumolpo a escondidas de su padre, para no ser descubierta arrojó al niño al mar. Pero Poseidón lo recogió y, llevándolo a Etiopía, le encomendó a Bentesicime, hija de Poseidón y Anfítrite, que lo criase.